# Koninklijke Nederlandse Toeristenbond ANWB
Der Koninklijke Nederlandse Toeristenbond ANWB (kurz: ANWB, deutsch Königlich Niederländischer Fremdenverkehrsverband ANWB) ist ein niederländischer Verkehrsclub mit Sitz in Wassenaar und ist Mitglied der Fédération Internationale de l’Automobile (FIA). Es handelt sich mit etwa vier Millionen Mitgliedern um die größte Mitglieder-Organisation in den Niederlanden. Seine Zeitschrift Kampioen ist die größte im Land.

## Geschichte
Der ANWB wurde am 1. Juli 1883 unter dem Namen „Nederlandsche Vélocipèdisten-Bond“ gegründet, jedoch zwei Jahre später umbenannt in Algemene Nederlandse Wielrijdersbond (ANWB, deutsch Allgemeiner niederländischer Radfahrerverbund). 1905 entstand der endgültige Name Koninklijke Nederlandse Toeristenbond ANWB. Im 20. Jahrhundert hat sich der Verband auch für Autofahrer, Wanderer, Reiter, Motorradfahrer, Wassersportler, Wintersportler und Camper geöffnet, ohne sich jedoch dem Europäischen Radfahrer-Verband anzuschließen. Der Verein soll u. a. Verkehrsverstöße an die Behörden weitergeben. Heute ist er mit über 4 Millionen Mitgliedern der größte Verband in den Niederlanden.
Im Jahr 1975 gründete sich eine Vereinigung von Radfahrern gegründet. Dieser Eerste Enige Echte Nederlandse Wielrijdersbond (ENWB) musste sich allerdings nach einer Gerichtsentscheidung umbenennen, weil dieser Name dem des ANWB zu ähnelte. Es wurde daraus der Echte Nederlandse Fietsersbond (ENFB). Im Bereich Pannendienst für Autofahrer hat der ANWB in jüngerer Zeit Konkurrenz erhalten, unter anderem durch Route Mobiel (2004–2021).

## Aktivitäten

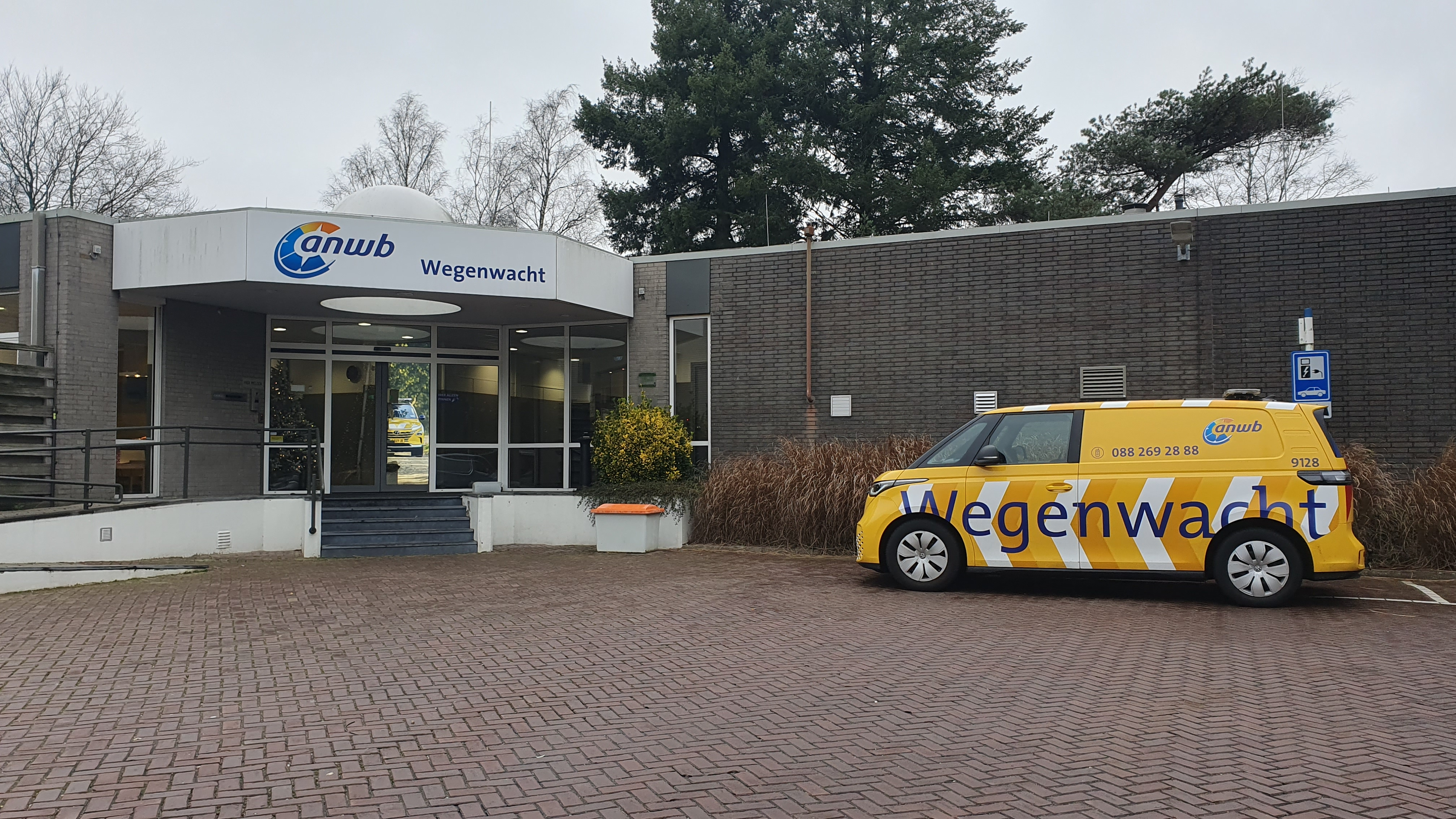
In Wolfheze: ANWB Wegenwachtstation "Planken Wambuis".

Der ANWB bietet, vergleichbar mit dem deutschen ADAC/ADFC, Informationen und Testberichte an und unterhält einen Pannendienst und Rettungsleitstellen. Es gibt Shops für Reise-Zubehör und praktischer Kleidung, und der ANWB organisiert Reisen mit Mitgliederrabatt. Er bietet weiters Versicherungen, Fahrschulungen, Dienste zum Parken oder auch zum Aufladen von E-Autos an. Darüber hinaus ist der ANWB die wichtigste Lobby-Organisation für den Automobil-Verkehr.
Der ANWB ist in den Niederlanden für viele der Wegweiser zuständig, und zwar auf den meisten gemeindlichen und provinzialen Wegen, nicht mehr auf den Reichswegen (nur bis 2004). Da er seine Radfahrerwurzeln ernst nimmt, wird auch die Radwegbeschilderung durchgeführt. Auf jedem von der Organisation betreuten Verkehrsschild befindet sich das Logo des ANWB.
Besonders auffällig sind die ANWB-Wegweiser („Paddenstoel“, deutsch Pilz) für Fahrradfahrer und Wanderer in der niederländischen Landschaft.
Der ANWB ist über seine Tochter ANWB Medical Air Assistance in der Luftrettung tätig. ANWB Medical Air Assistance betreibt in den Niederlanden drei eigene Stationen und eine gemeinsam mit der ADAC Luftrettung.
Auf 2024 beteilige sich der ANWB, wie auch der TCS aus der Schweiz, am 2018 vom ADAC lancierten Online-Campingführer namens Pincamp.

## Medien

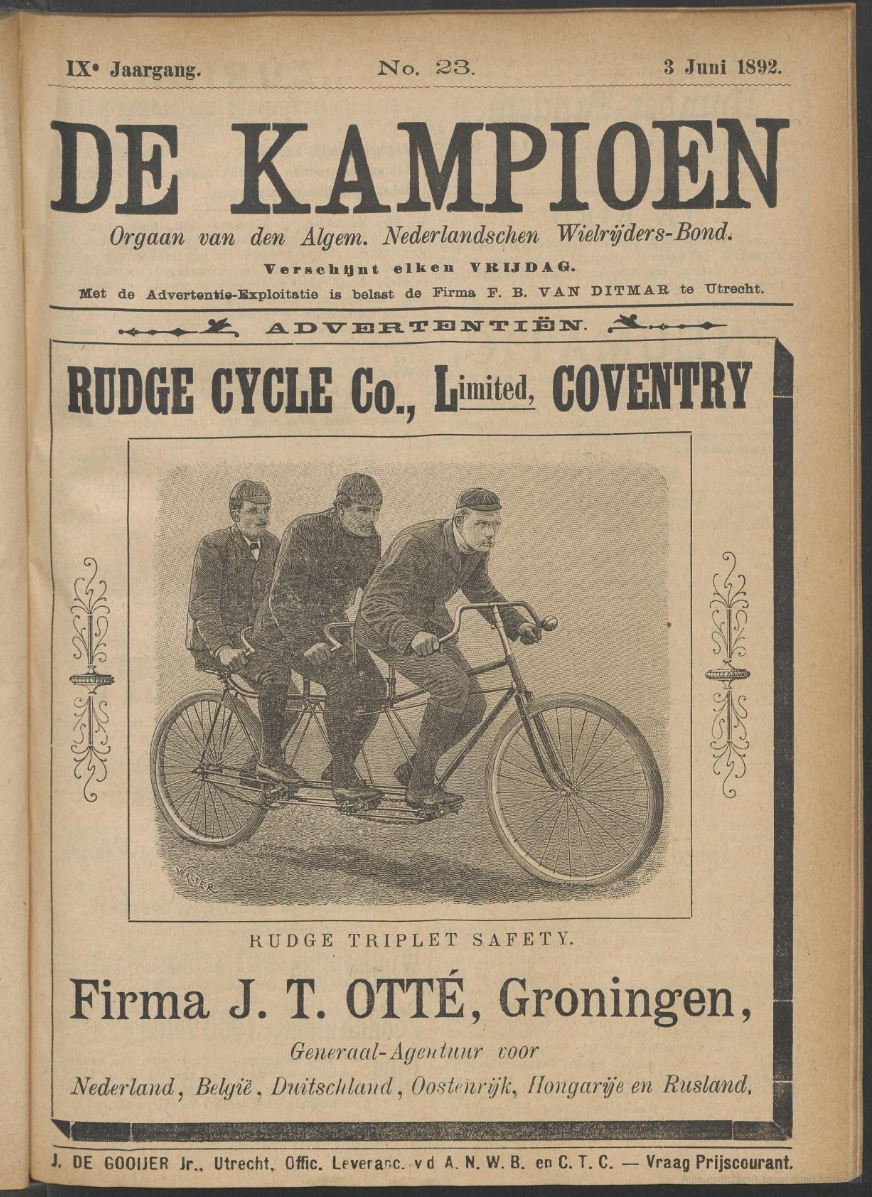
Mitglieds-Zeitschrift De Kampioen von 1892
- Fahrrad-Wettkampf anlässlich des 60-jährigen Bestehens, 1943
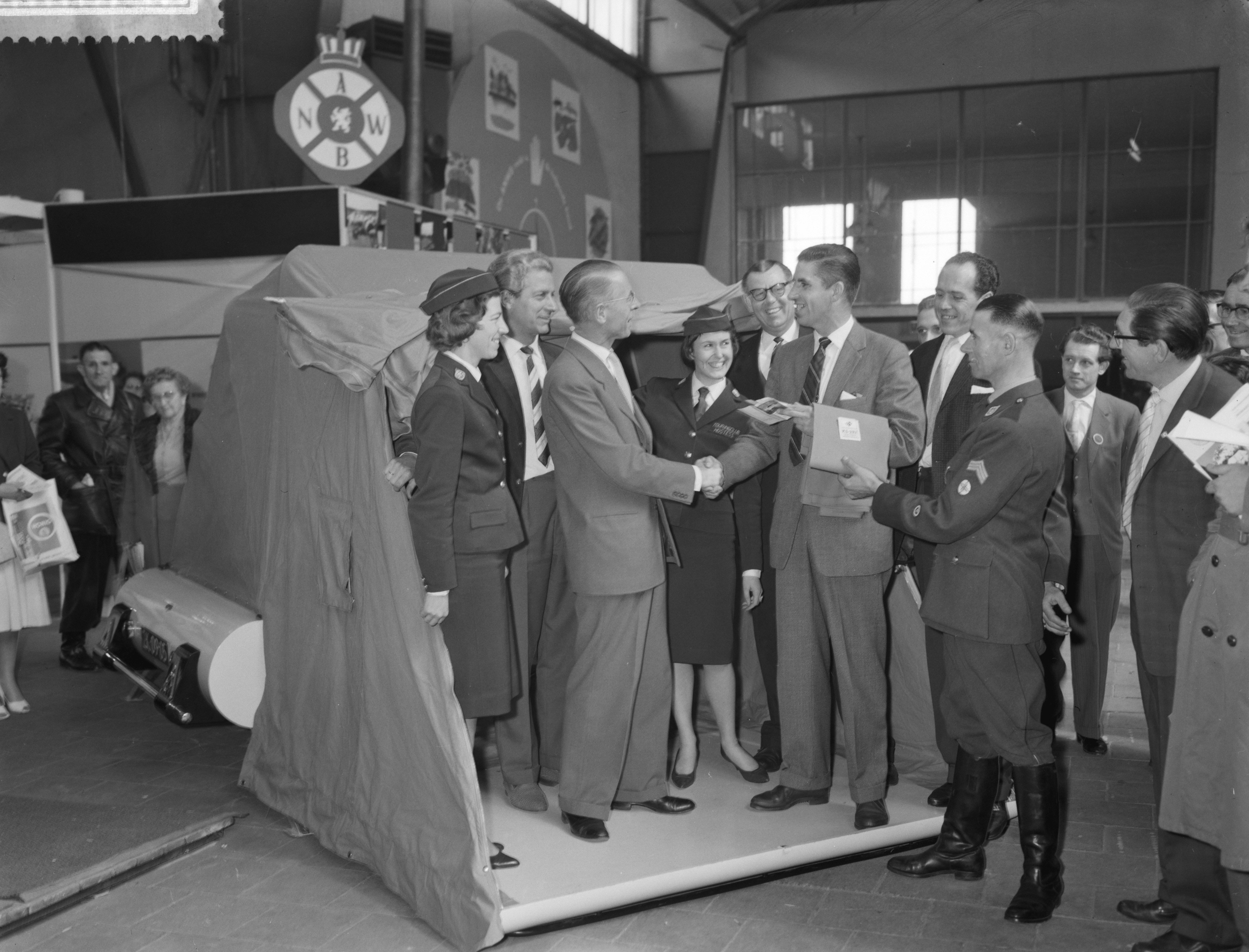
Camping-Ausstellung, 1960
- ANWB-Aktion zur Einstellung der Beleuchtung, 1964
- Winter-Inspektionen des ANWB, 1979
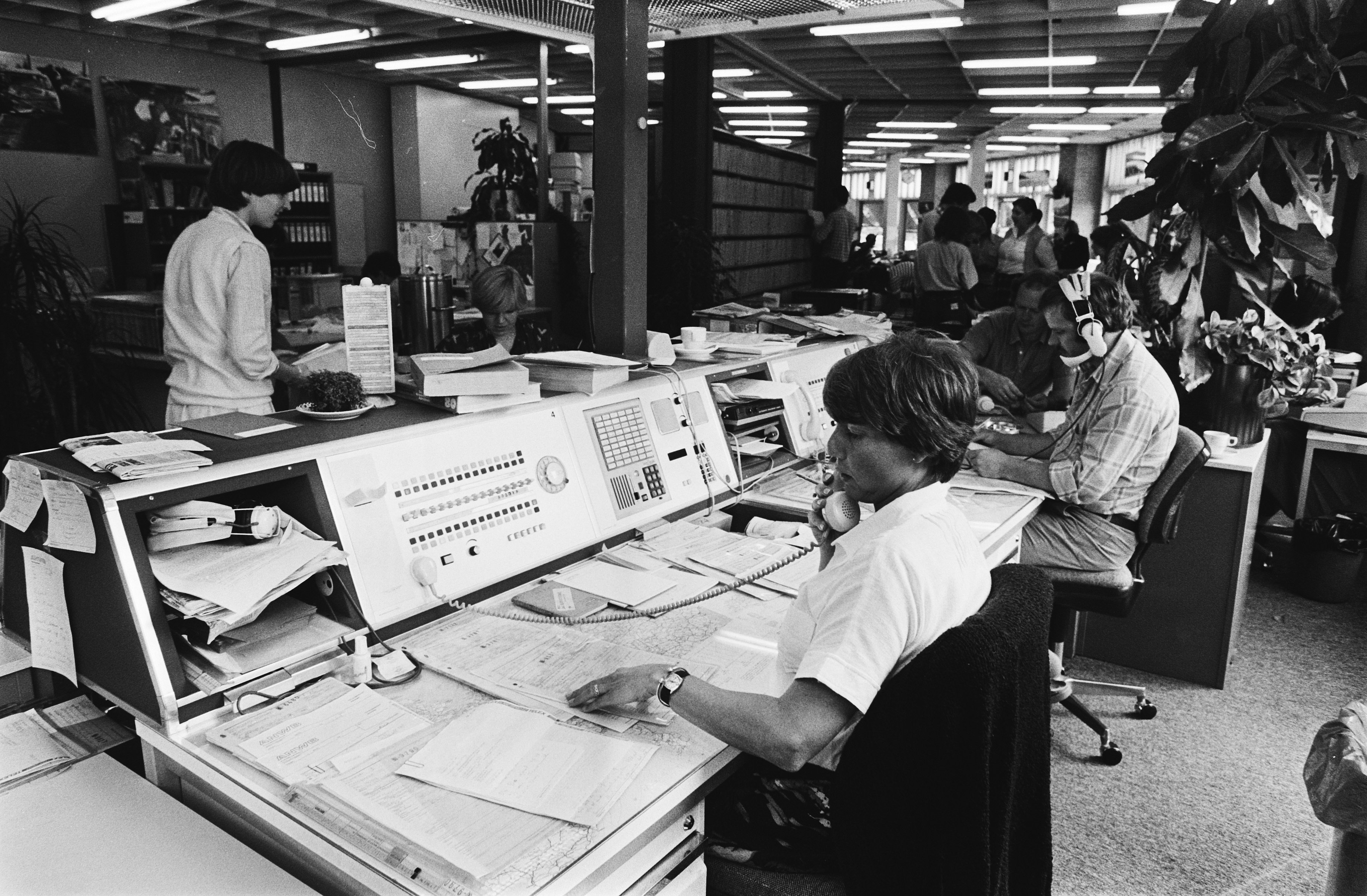
In einer Melde-Zentrale, 1980
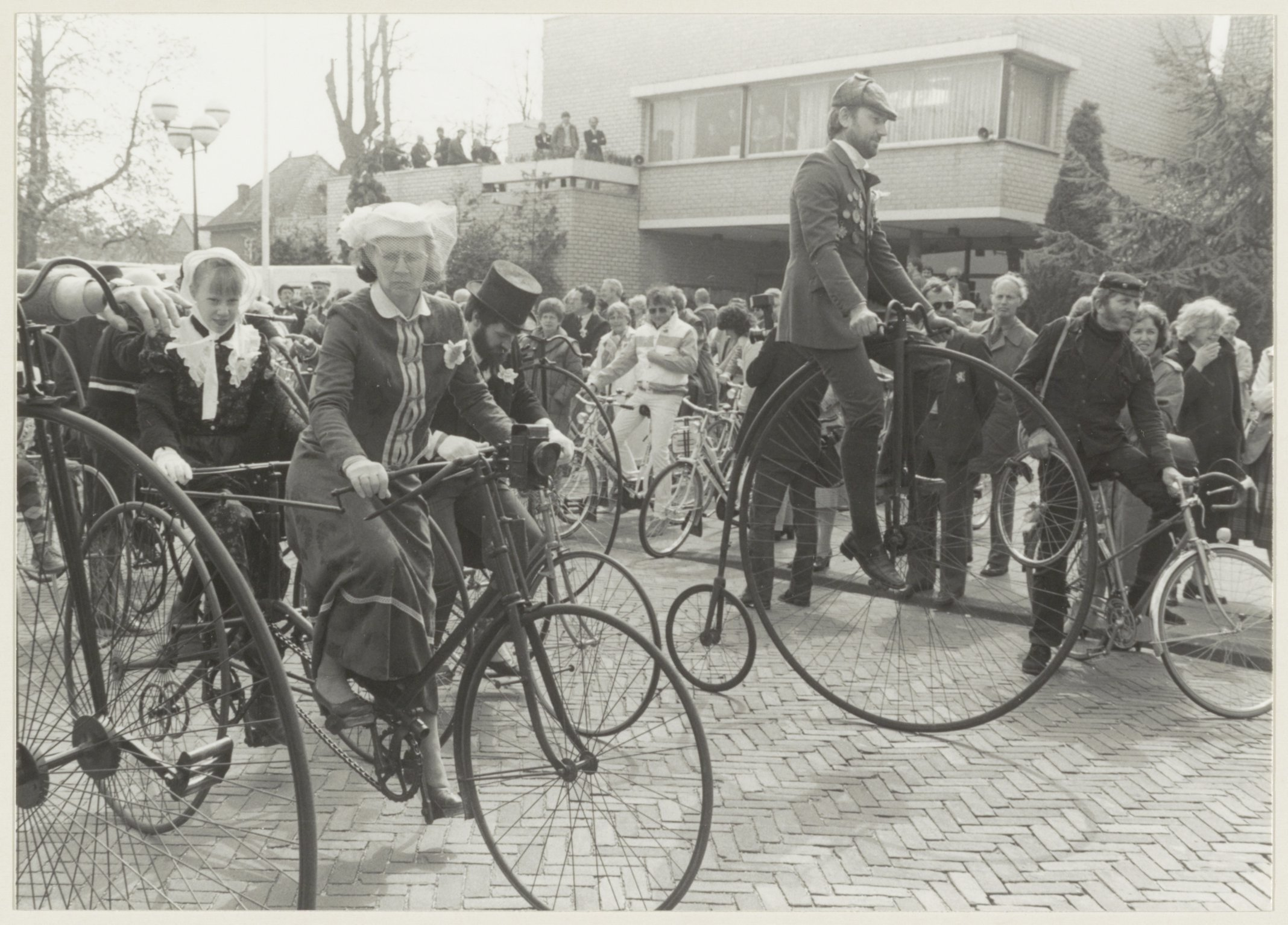
Jubiläum mit historischen Rädern, 1983
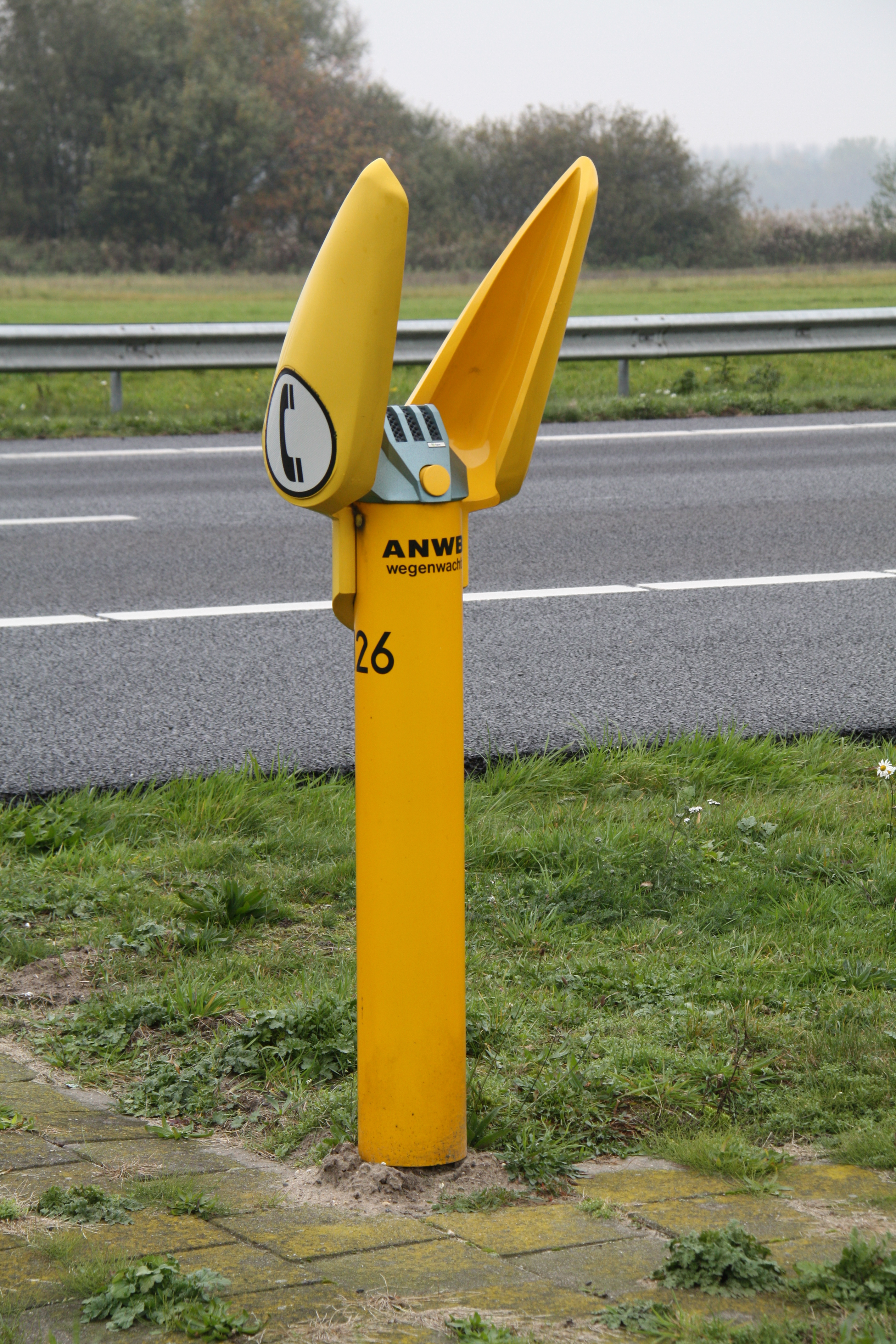
ANWB-Rufsäule
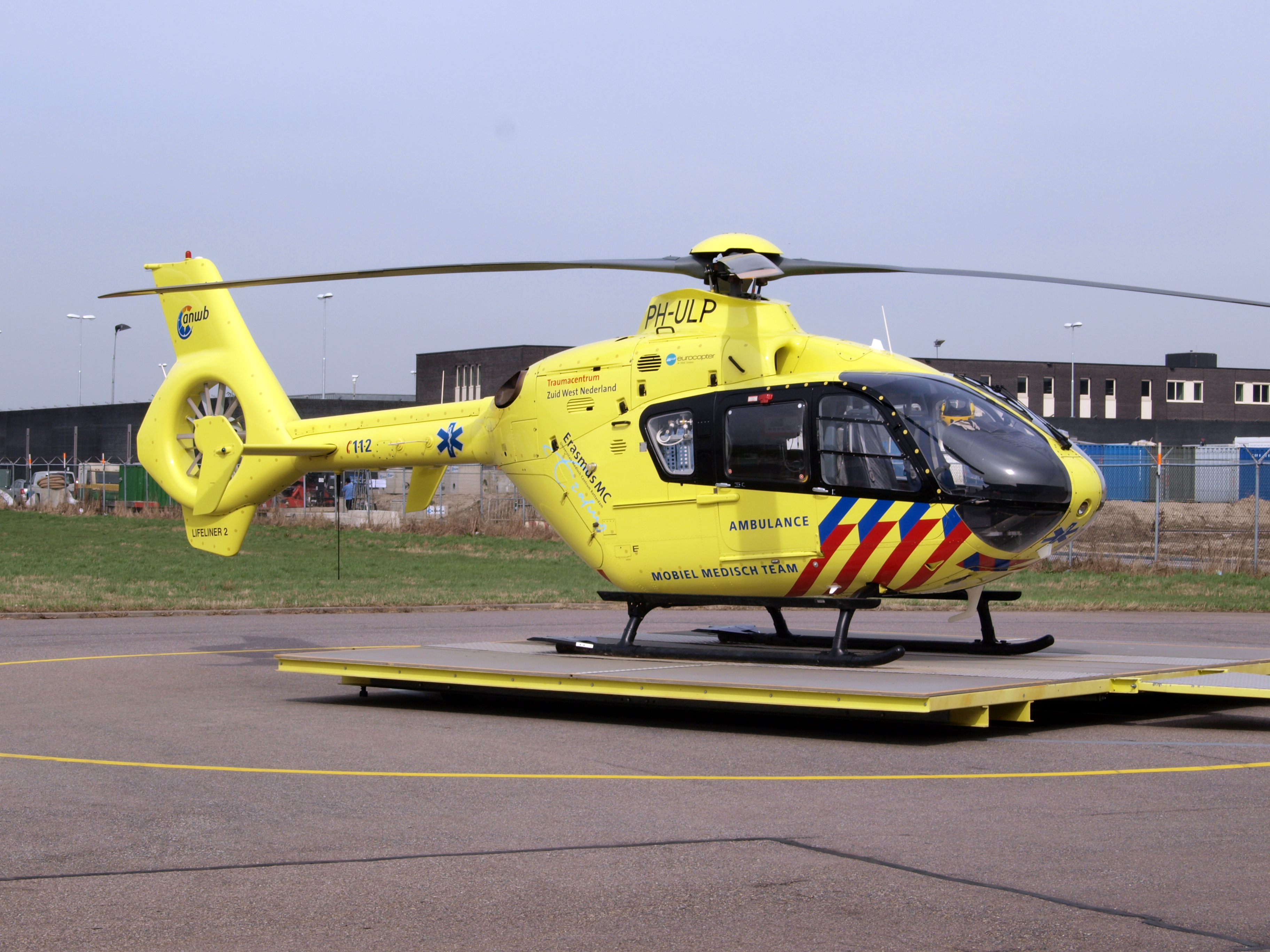
Rettungs-Eurocopter
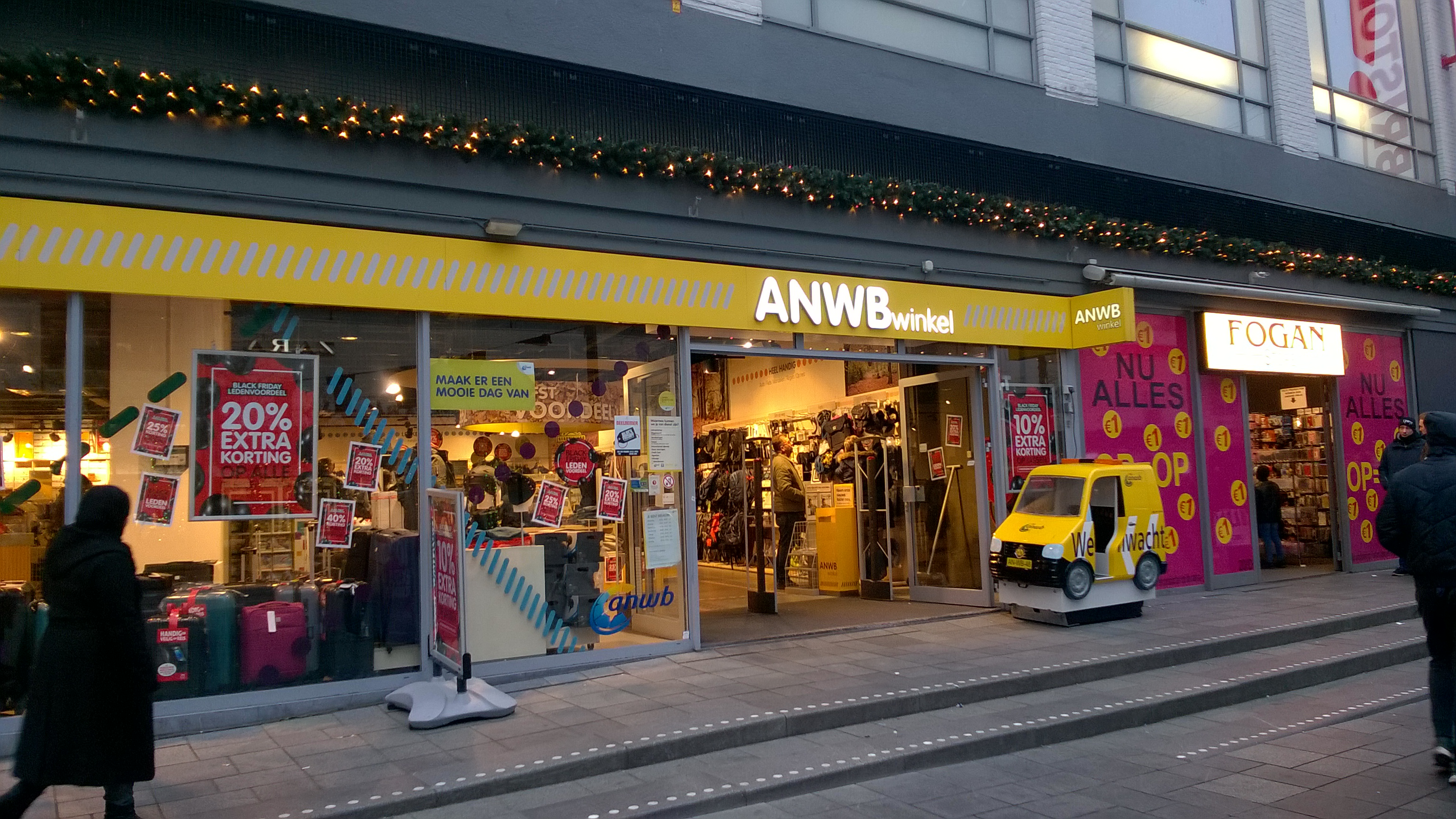
ANWB Shop in Rotterdam
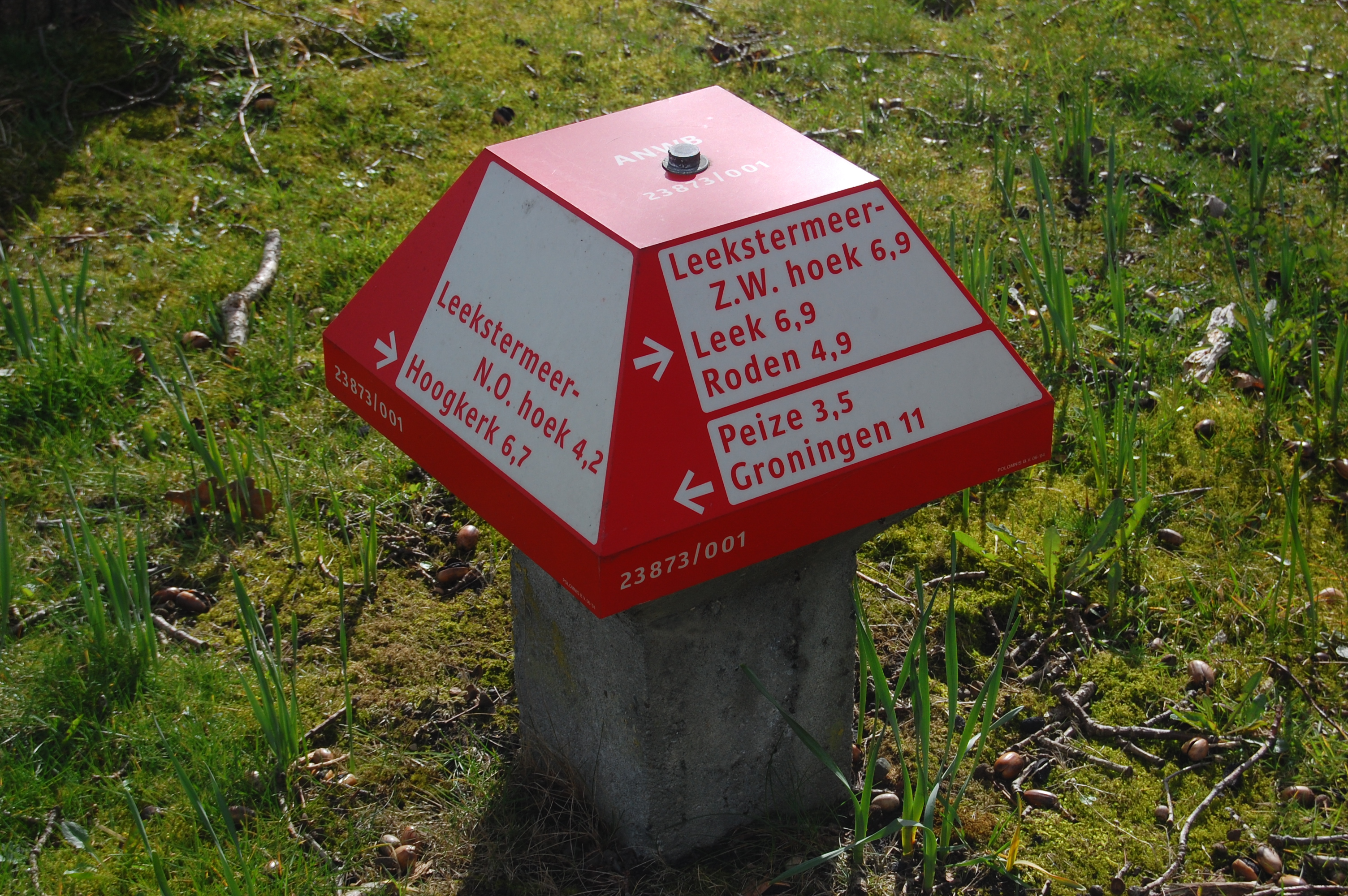
„Paddenstoel“, Wegweiser des Radfahr-Netzes